# Sergio Custodio
Sergio Alfredo Custodio Contreras (Ciudad de Guatemala, 7 de enero de 1947 – ibid. 24 de julio de 2020) fue profesor, escritor y humanista dedicado a la Filosofía en Guatemala. Entre sus obras más conocidas se encuentran libros de texto sobre lógica formal, inductiva y analítica, además de sus libros sobre Teoría del Conocimiento. Tiene abundantes obras para la difusión de la Filosofía y la introducción de esta a estudiantes de nivel medio y universitario. Destaca especialmente por sus trabajos sobre Metafísica. Sobre su relación con la Filosofía declaraba:

Es una compañera exigente y celosa. Si uno no se dedica a ella como debe ser, huye. Además, es acaparadora, no permite otra cosa. No es una carrera, es una vocación, una especie de llamado. No es una clase tecnológica, en Filosofía no se piensa en el futuro empleo, aunque el mercado laboral es bastante amplio.
Sergio Custodio, 2014 

## Biografía
Nace en la Ciudad de Guatemala el 7 de enero de 1947. Hijo de Hilda Contreras y Alfredo Custodio. Fue el mayor de 6 hermanos. Descendiente de una familia de inmigrantes italianos. Sus estudios iniciales los hizo con la orden de los salesianos de Don Bosco.
Al terminar sus estudios de secundaria viaja a Chicago, Estados Unidos, donde reside durante varios años. Sirvió en el ejército estadounidense durante la guerra de Vietnam. Tras esta experiencia decide volver a Guatemala donde inicia sus estudios de Filosofía en la Facultad de Humanidades de la Universidad de San Carlos. En esta época se formará con profesores como José Mata Gavidia y Rodolfo Ortíz Amiel.
En 1976 obtuvo la máxima calificación por su tesis titulado El problema antropológico y Marcuse. Se integró como profesor de Filosofía de la Facultad de Humanidades de dicha universidad en donde trabajaría alrededor de 30 años.
Además de servir cursos de Historia de la Filosofía en la Facultad de Humanidades trabajó en las Facultades de Farmacia e Ingeniería impartiendo cursos de Lógica y Filosofía de la Ciencia. Fue también uno de los primeros docentes en trabajar en las extensiones de la Facultad de Humanidades. Trabajó en varias universidades de Guatemala, por ejemplo Universidad Mariano Gálvez, Universidad Francisco Marroquín y Universidad Mesoamericana.
Al mismo tiempo trabajó como docente en el seminario de Teología y Filosofía de los salesianos de Don Bosco, donde enseñó hasta el momento de su muerte. Colaboró activamente con conferencias, cursillos y cursos libres en diferentes instituciones del país, como el Instituto Nacional de Ciencias Forenses de Guatemala (Inacif) y el Ministerio Público (MP). Entre sus numerosos cargos en comisiones y grupos de trabajo destaca su nombramiento como Vicepresidente del Colegio de Humanidades (1985).

## Obras y publicaciones
Algunos de sus libros contienen varios ejercicios de lógica formal, analítica e inductiva que están especialmente dirigidos a estudiantes de ciencias químicas, biología y medicina. Antes de que lo hiciera Sergio Custodio, en Guatemala no había alguien que se hubiera dedicado a la docencia específicamente de Lógica en todas sus áreas (inductiva, formal y analítica). Además fue el primero y es hasta ahora el único que ha escrito libros de texto para la secundaria y la Universidad sobre lógica formal y analítica en Guatemala. Son los libros oficiales que se usan en esos niveles.
También escribió libros sobre epistemología que tienen como objetivo introducir de manera didáctica a los estudiantes a los problemas fundamentales de la Filosofía desde una perspectiva histórica. Su obra ha sido publicada por varias editoriales en Guatemala y es mencionada en otros libros sobre personajes importantes de la Filosofía en Guatemala.

### Publicaciones
Sus ensayos también se han publicado en revistas de filosofía como Cuadernos de Filosofía y Revista de Filosofía. También publicó en El Imparcial que era editado por César Brañas, uno de los periódicos más importantes de Guatemala: 
Revista de Filosofía, Facultad de Humanidades: 
- no. 5 (2018) – La educación como ectipo.
- no. 6 (2019) – Calidad de la intuición estética y la certeza dianoética.

Es conocido en Universidades extrajeras, como la de Costa Rica, donde publicó artículos y dio conferencias. También tiene artículos en inglés en otras revistas. Es mencionado en tesis:
- Revista de Filosofía, Universidad de Costa Rica (1977) – Lo exclusivo del hombre en el Popol Vuh

Dio conferencias en universidades extranjeras y guatemaltecas, y fue entrevistado por varios medios de comunicación (ver enlaces externos).

### Libros
De entre los libros publicados cabe destacar títulos como:
- Introducción a la lógica. Guatemala, Editorial Oscar de León Palacios, 1986, 2002. ISBN 978-9929-8100-6-8.[11][12]
- Fenomenología de la cualidad y la cantidad Guatemala, Editorial Universitaria, 1989[13]
- Historia y problemas de teoría del conocimiento. Guatemala, Editorial Universitaria, 1991.[8]
- La Filosofía una aventura de la humanidad. Guatemala, Editorial Oscar de León Palacios, 2010. ISBN 978-9929-8017-7-6[1]
- Nociones de teoría del conocimiento. Guatemala, Editorial Oscar de León Palacios, 2008.[14]
- Principios de inducción y analogía. Guatemala, Editorial Oscar de León Palacios, 2010. ISBN 978-9929-8017-0-7[12]
- Fenomenología de la cantidad y la cualidad y de la unidad categorial del ente. Guatemala, Editorial Universitaria, 2012. ISBN 978-9929-556-23-2[8]
- La Metafísica. Guatemala, Editorial Oscar de León Palacios. ISBN 978-9929-642-02-7
- Metafísica de la Estructura formal de la posibilidad, Guatemala, Editorial Oscar de León Palacios. 2013. ISBN 978-9929-556-73-7
- Historia del conocimiento filosófico. Guatemala, Editorial Universitaria, 2017. ISBN 978-9929-556-34-8
- Metafísica de la estructura formal de la posibilidad pura. Guatemala, Editorial Universitaria, 2017. ISBN 978-9929-642-09-6

## Legado
Custodio dedicó gran parte de su vida a la enseñanza, difusión e investigación de la Filosofía. Dejó un legado muy importante en Guatemala como docente, escritor y filósofo, pues consideraba a la Filosofía verdaderamente como una “aventura” del hombre sobre el pensar de sí mismo. Como él mismo afirmó: “Aquel que se habitúa a pensar filosofícamente lo hace con rigor, disciplina y claridad acerca de los temas esencial, fundamental y profundamente humanos.” Y “escudriñar un problema filosófico consiste en otear el horizonte más amplio que se pueda presentar a ser humano alguno que pretende esclarecer, lo más posible, lo que, por naturaleza, no aflige a nadie, pero que se mueve, como una sombra, sobre toda conciencia que se sienta inquieta en el cuestionar filosófico.”